# Enthroned
Az Enthroned belga black metal együttes.

## Története
1993-ban alakultak meg Brüsszelben. Cernunnos alapította, aki a zenekar dobosaként szolgált 1997-ben elkövetett öngyilkosságáig. 1994-ben megjelentették első demólemezüket, amely felkeltette pár kicsi, független lemezkiadó érdeklődését. Az Enthroned lemezeit jelenleg az Agonia Records, Blackened Records, Napalm Records kiadók dobják piacra, de a legelső split lemezüket az Afterdark Records jelentette meg, míg a zenekar legelső nagylemezéért az Evil Alliance Records felelt.
Az első nagylemez 1995-ben jelent meg. Ezután nem sokkal később az Enthroned felvette második énekesként Nornagest-et. Tsebaoth helyére aztán Nemiros került. 1996-ban európai turnéra indultak, az Ancient Rites-szal és a Bewitched-del. 1997-ben a második nagylemezük is megjelent, de ugyanebben az évben Cernunnos dobos/alapító tag ismeretlen okokból kifolyólag felakasztotta magát. Tiszteletére a zenekar 1998-ban egy EP-t adott ki. 1998-ban folytatták a koncertezést, játszottak a hasonló elnevezésű Hecate Enthroned-dal és az Usurper-rel.  2000-ben Nemiros kilépett a zenekarból, és új gitáros csatlakozott hozzájuk, Nerath Daemon személyében. 2001-ben újabb stúdióalbumot dobott piacra az együttes. 2002-ben a Napalm Records-hoz iratkozott, és megjelentették ötödik nagylemezüket. Egy évvel később új zenészekkel gyarapodott az Enthroned: Nguaroth gitárossal és Glaurung dobossal. 2003-ban egy EP került ki az együttes háza tájáról, melyet 2004-ben egy új album követett. 2005-ben legelső koncertalbumukat is megjelentették.

## Tagok
- Nornagest - ének (2007–), gitár (1995–), vokál (1995–2007)
- Neraath - gitár, billentyűk (2000–2004, 2009–)
- ZarZax - gitár (2013–)
- Norgaath - basszusgitár, ének (2017–)
- Menthor - dobok (2012–)

## Diszkográfia
- Prophecies of Pagan Fire (1995)
- Towards the Skullthrone of Satan (1997)
- Regie Sathanas: A Tribute to Cernunnos (EP, 1998)
- The Apocalypse Manifesto (1999)
- Armoured Bestial Hell (2001)
- Carnage in Worlds Beyond (2002)
- Goatlust (EP, 2003)
- XES Haereticum (2004)
- Black Goat Ritual: Live in Thy Flesh (koncertalbum, 2005)
- Tetra Karcist (2007)
- Pentagrammaton (2010)
- Obsidium (2012)
- Sovereigns (2014)
- Cold Black Suns (2019)